# Камбусленг (футбольний клуб)
«Камбусленг» (шотл. Cambuslang Football Club) — колишній шотландський футбольний клуб з Камбусленга, передмістя Глазго, створений 1874 року. Клуб був одним із засновників Шотландської футбольної ліги у 1890 році, але не зміг конкурувати із іншими командами турніру, через що швидко вилетів із вищого дивізіону, а 1897 року припинив проводити матчі.

## Історія
«Камбусленг» був заснований 1874 року і став виступати у Кубку Ланаркшира, який виграв у 1884 і 1885 роках, а у 1879, 1881, 1886 та 1887 роках ставали фіналістам турніру. Крім цього команда у 1888 році стала фіналістом одного з найстаріших футбольних турнірів в історії — Кубка Шотландії, а також виграла дебютний розіграш Кубка Глазго.
В 1890 році «Камбусленг» став одним із засновників Шотландської футбольної ліги. У дебютному розіграші клуб зайняв 4 місце серед 10 учасників, а наступного — одинадцяте серед 12 учасників, через що був виключений з футбольної ліги.
В подальшому клуб грав у Шотландському футбольному альянсі, альтернативному футбольному турнірі Шотландії, де після сезону 1896—97 припинив своє існування.

## Досягнення
- Фіналіст Кубка Шотландії: 1888
- Володар Кубку Ланаркшира[en]: 1884, 1885
- Фіналіст Кубку Ланаркшира[en]: 1879, 1881, 1886, 1887
- Володар Кубка Глазго: 1888